# ステファノ・ペルジーニ
ステファノ・ペルジーニ（Stefano Perugini、1974年9月10日 - ）は、イタリア・ヴィテルボ出身の元オートバイレーサー。ロードレース世界選手権125ccクラス、250ccクラスで活躍した。

## 経歴

### 125ccクラス
グランプリには1993年、ミザノでおこなわれたイタリアGP125ccクラスのレースにアプリリアのマシンを駆ってワイルドカード枠でデビューした。また同年にはロードレースヨーロッパ選手権と、イタリア国内選手権の両方で125ccクラスのシリーズチャンピオンを獲得している。
1994年、19歳になったペルジーニはアプリリア・イタリア・コルセIPAチームから世界選手権にフル参戦を開始。ドニントン・パークで開催された第10戦イギリスGPでは辻村猛に続いて2位でゴールし、初表彰台を獲得した。最終的にこの年は4度表彰台に立ち、106ポイントを獲得しシリーズランキング7位となった。翌1995年シーズンもチームに残留し、4度の2位表彰台でシリーズ6位を記録した。
1996年の開幕戦、シャー・アラムで開催されたマレーシアGPで、ペルジーニはグランプリ初優勝を遂げた。その後第6戦フランスGPで2勝目、第9戦イギリスGPで3勝目と快進撃を続けたが、シーズン終盤6戦はわずか9ポイントの獲得と大きく調子を落とし、シリーズランキングは6位に終わった。

### 250ccクラス
1997年、ペルジーニはナストロ・アズーロ・アプリリアチームから250ccクラスにステップアップを果たした。クラス初年度のベストリザルトは第7戦ダッチTTでの5位、シリーズランキングではアプリリアのプライベーター勢ではトップとなる9位を記録した。
1998年シーズンはカストロール・チームに移籍し、マシンをホンダ・NSR250に乗り換えた。第8戦イギリスGPと第11戦イモラGPで3位表彰台に立ち、シリーズ7位となった。翌1999年も引き続きNSR250を駆り、全16戦中15戦を1ケタ順位で完走する安定度を見せてシリーズ5位と成績を伸ばした。

### 再び125ccクラスへ
2000年は世界選手権には参戦せず、2001年からは125ccクラスに戻りイタルジェットのファクトリーチームより出場したが、2001年はシリーズ21位、2002年はシリーズ17位と芳しい結果は残せなかった。
2003年はペルジーニにとってグランプリにおけるベストシーズンとなった。アブルッツォ・レーシングチームに移籍し、再びアプリリアのマシンを駆ることになったペルジーニは開幕戦日本GP、第9戦ドイツGPとシーズン2勝、他にも2度表彰台に立つ活躍を見せ、シリーズランキング4位を記録した。
2004年シーズンはジレラのファクトリーチームであるメティス・ジレラ・レーシングチームに移籍しファブリツィオ・ライのチームメイトを務めたが、わずか4戦でのポイント獲得に留まりシリーズ24位に沈んだ。翌シーズンより125ccクラスには最高年齢制限（28歳まで）が導入されるため、30歳のペルジーニはこの年が最後の125ccクラスとなった。
2005年シーズン開幕前の250ccクラス暫定エントリーリストにはペルジーニの名前があったが結局参戦は叶わず、2004年の最終戦がペルジーニにとって最後のグランプリとなった。

## ロードレース世界選手権 戦績
| シーズン | クラス | チーム                             | バイク         | 出走 | 優勝 | 表彰台 | PP | FL | ポイント | シリーズ順位 |
| -------- | ------ | ---------------------------------- | -------------- | ---- | ---- | ------ | -- | -- | -------- | ------------ |
| 1993年   | 125cc  | チーム・イタリア                   | アプリリア     | 1    | 0    | 0      | 0  | 0  | 0        | -            |
| 1994年   | 125cc  | チーム・イタリア・IPAコルセ        | アプリリア     | 14   | 0    | 4      | 0  | 0  | 106      | 7位          |
| 1995年   | 125cc  | チーム・IPAアプリリア              | アプリリア     | 13   | 0    | 4      | 2  | 0  | 118      | 6位          |
| 1996年   | 125cc  | ナストロ・アズーロ・アプリリア     | アプリリア     | 14   | 3    | 4      | 0  | 0  | 128      | 6位          |
| 1997年   | 250cc  | ナストロ・アズーロ・アプリリア     | アプリリア     | 15   | 0    | 0      | 0  | 0  | 85       | 9位          |
| 1998年   | 250cc  | カストロール・250チーム            | ホンダ         | 14   | 0    | 2      | 0  | 0  | 102      | 7位          |
| 1999年   | 250cc  | Tino Villa Racing                  | ホンダ         | 16   | 0    | 1      | 0  | 1  | 151      | 5位          |
| 2001年   | 125cc  | イタルジェット・レーシングチーム   | イタルジェット | 16   | 0    | 0      | 0  | 1  | 25       | 21位         |
| 2002年   | 125cc  | イタルジェット・レーシングサービス | イタルジェット | 16   | 0    | 0      | 0  | 0  | 28       | 17位         |
| 2003年   | 125cc  | アブルッツォ・レーシングチーム     | アプリリア     | 16   | 2    | 4      | 3  | 2  | 162      | 4位          |
| 2004年   | 125cc  | メティス・ジレラ・レーシングチーム | ジレラ         | 16   | 0    | 0      | 0  | 0  | 14       | 24位         |
| 合計     | 合計   | 合計                               | 合計           | 151  | 5    | 19     | 5  | 4  | 919      |              |